# Barão e feme
No Direito inglês, barão e feme é uma expressão usada para marido e esposa, considerados uma só pessoa pela coverture. Com efeito, segundo a antiga lei probatória, uma das partes não podia depor em favor ou contra a outra em questões cíveis, e um vestígio disso ainda se conserva no Direito penal.

## Heráldica
Na Heráldica, os termos barão e feme designam as duas metades de um escudo heráldico usadas quando o brasão de armas de um homem e as armas paternas de sua esposa são empaladas (ou, antigamente, dimidiadas), isto é, exibidas per pale no mesmo escudo. A posição dos braços do marido, no lado dextro (à esquerda do leitor), posição de honra, é referida como barão, enquanto as armas paternas da esposa são mostradas no lado sinistro, referidas como feme. O escudo resultante é usado pelo marido, pois, em geral, as mulheres não estão autorizadas a exibir heráldica, exceto as suo jure pares. Esta é a forma normal de exibir as armas de um homem casado. O empalamento não é usado quando a esposa é uma herdeira heráldica, caso em que suas armas paternas são exibidas em um escudo de pretensão dentro das armas de seu marido, indicando que ele é pretendente às armas paternas dela, e que elas serão quarteladas pelos descendentes do casal. Quando as armas são empaladas por motivos não relacionados ao casamento conjugal, por exemplo o casamento espiritual de um bispo com sua sé ou o casamento místico do rei Ricardo II com o santo Eduardo, o Confessor, as metades do escudo são simplesmente referidas como dextro e sinistro.

## Etimologia
No Latim tardio barō, barōnis, significava homem (empréstimo do frâncico *barō). Mais tarde, na Europa Ocidental, passou a designar os principais vassalos de um governante (por exemplo, um barão era o homem do rei). Posteriormente, adquiriu definição legal específica como tenente-em-chefe dos primeiros reis normandos, categoria que se desenvolveu nos barões feudais que detinham suas terras do rei por meio do regime senhorial per baroniam e tinham direito de participar do parlamento. A palavra normando-francesa feme simplesmente significa “mulher” ou “esposa”.